# Museo Nacional de Ciencia de Japón

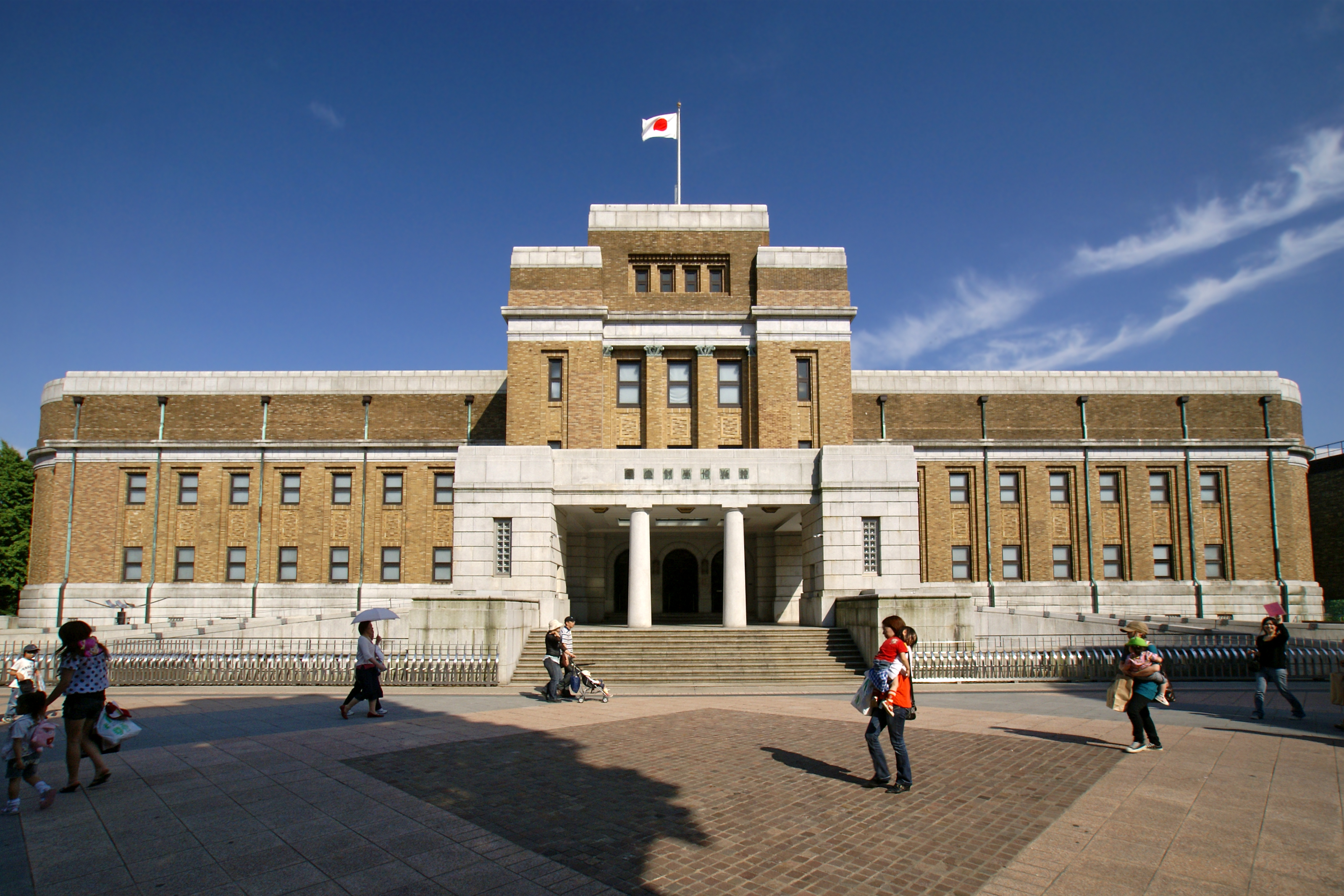
Museo Nacional de Ciencia de Japón.

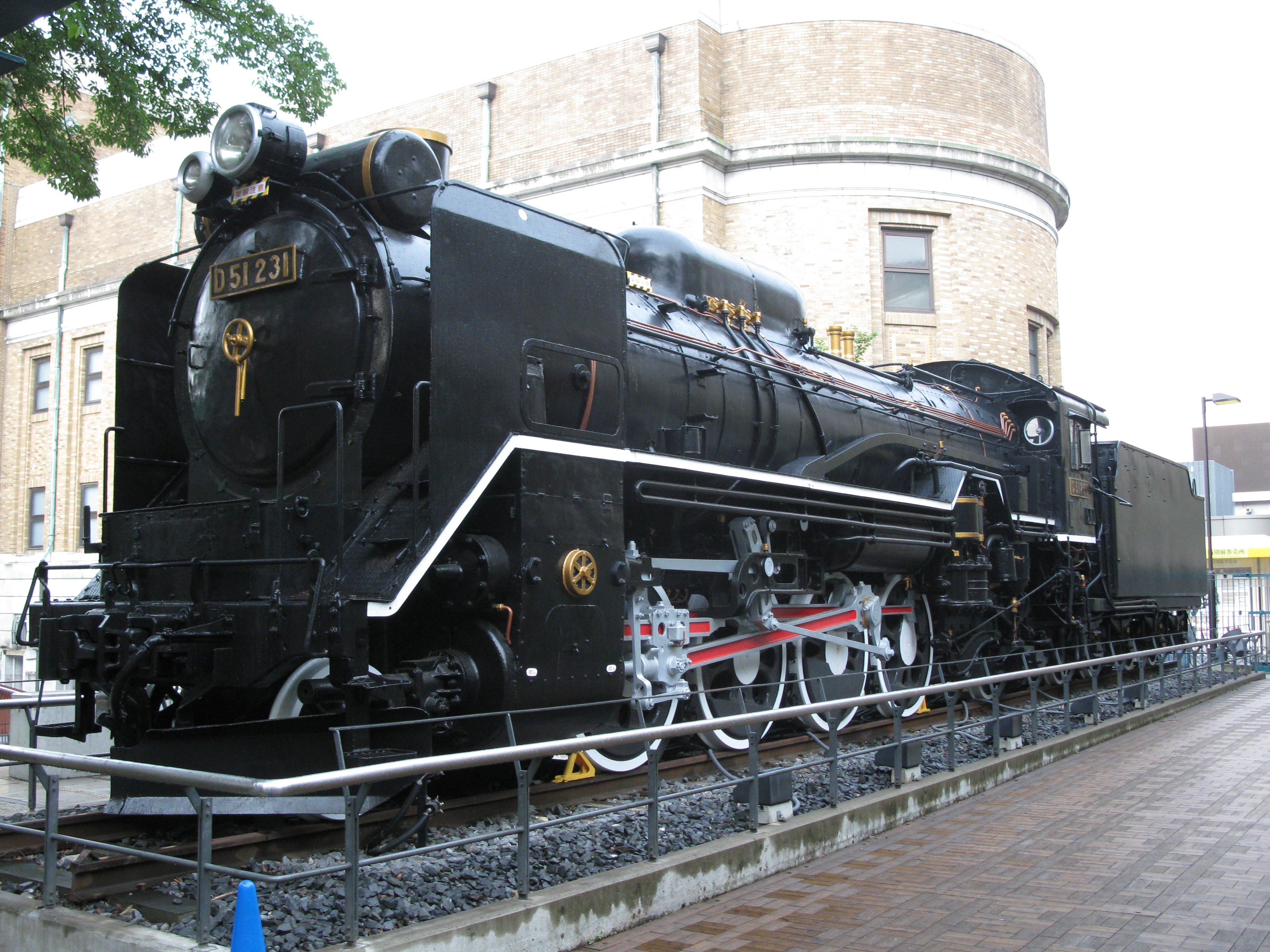
Muestra de una locomotora a vapor frente al Museo Nacional de Ciencia de Japón.

El Museo Nacional de Ciencia de Japón (国立科学博物館 Kokuritsu Kagaku Hakubutsukan?) está localizado en la esquina noreste del Parque Ueno en Tokio. Abierto en 1871 y recientemente remodelado, este ofrece una amplia variedad de exhibiciones y experiencias científicas a sus visitantes, tanto locales como extranjeros. 
El museo exhibe también piezas científicas del periodo pre-Meiji en Japón.
Durante más de cuatro décadas, fue miembro del museo la astrónoma y observadora solar japonesa Hisako Koyama, cuyos bocetos sobre las manchas solares fueron una de las columnas vertebrales para crear el registro que abarca desde la década de 1610 hasta principios del siglo XXI, y en cuyo honor se renombró el asteroide 1951AB como 3383 Koyama.

## Galería

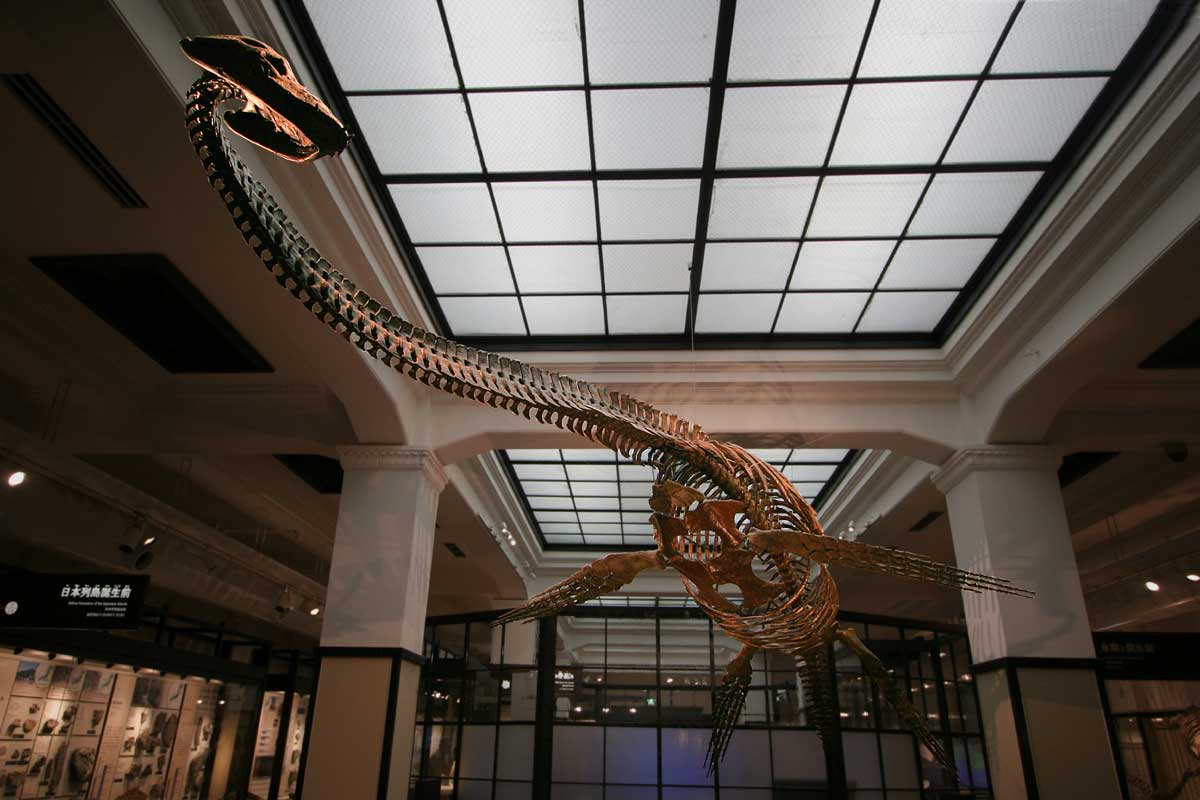
Futabasaurus.
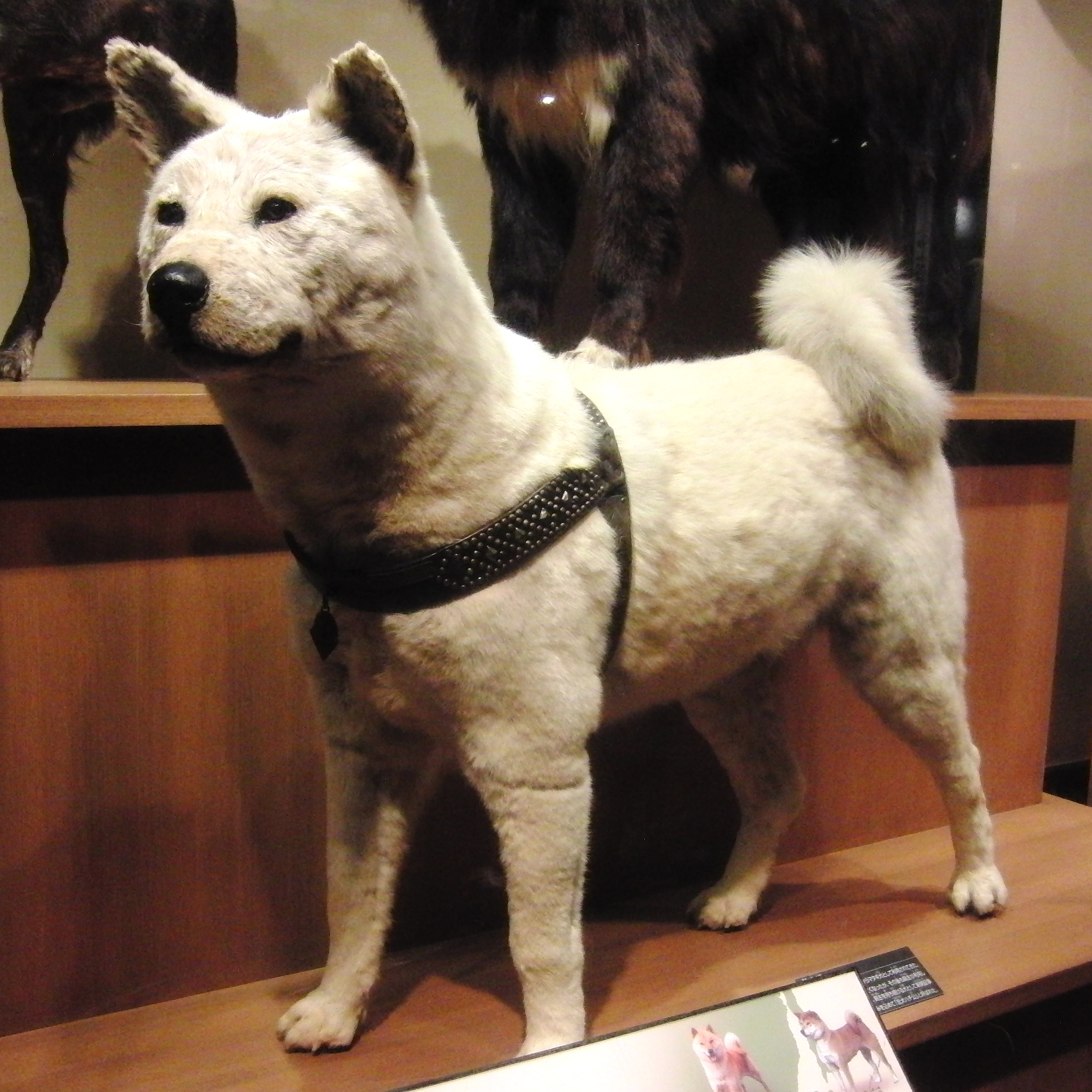
Hachikō.
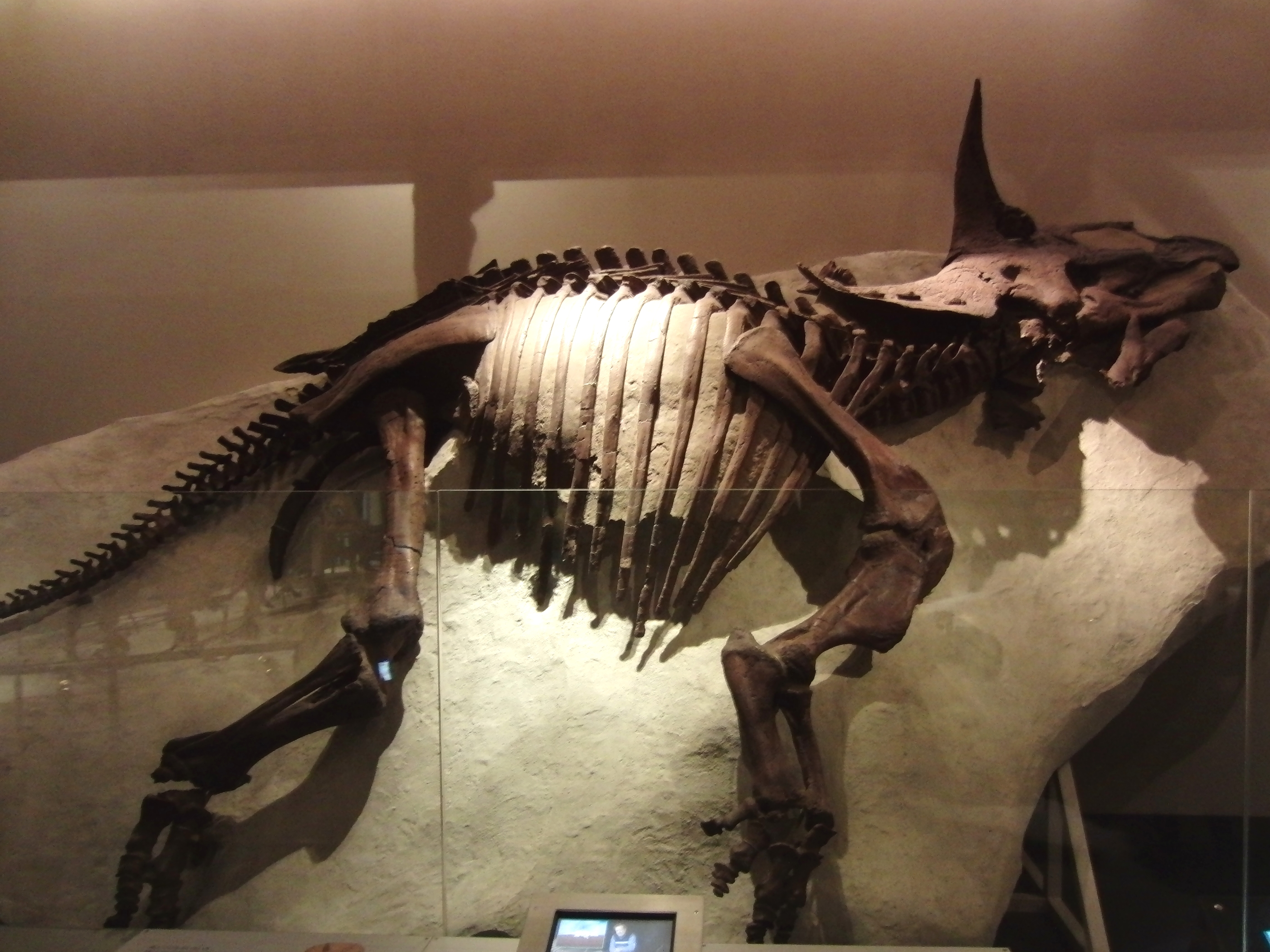
Triceratops.
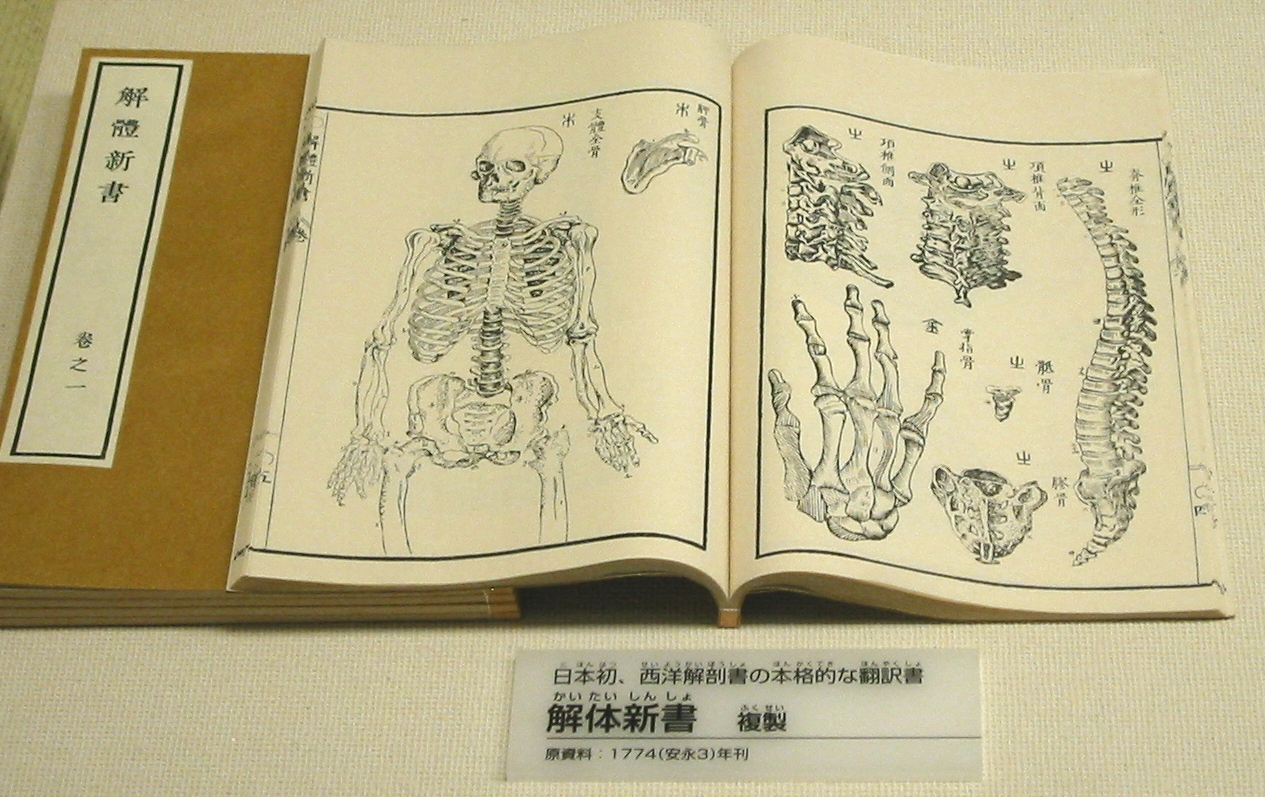
Primer tratado de Japón sobre la anatomía occidental, publicado en 1774.
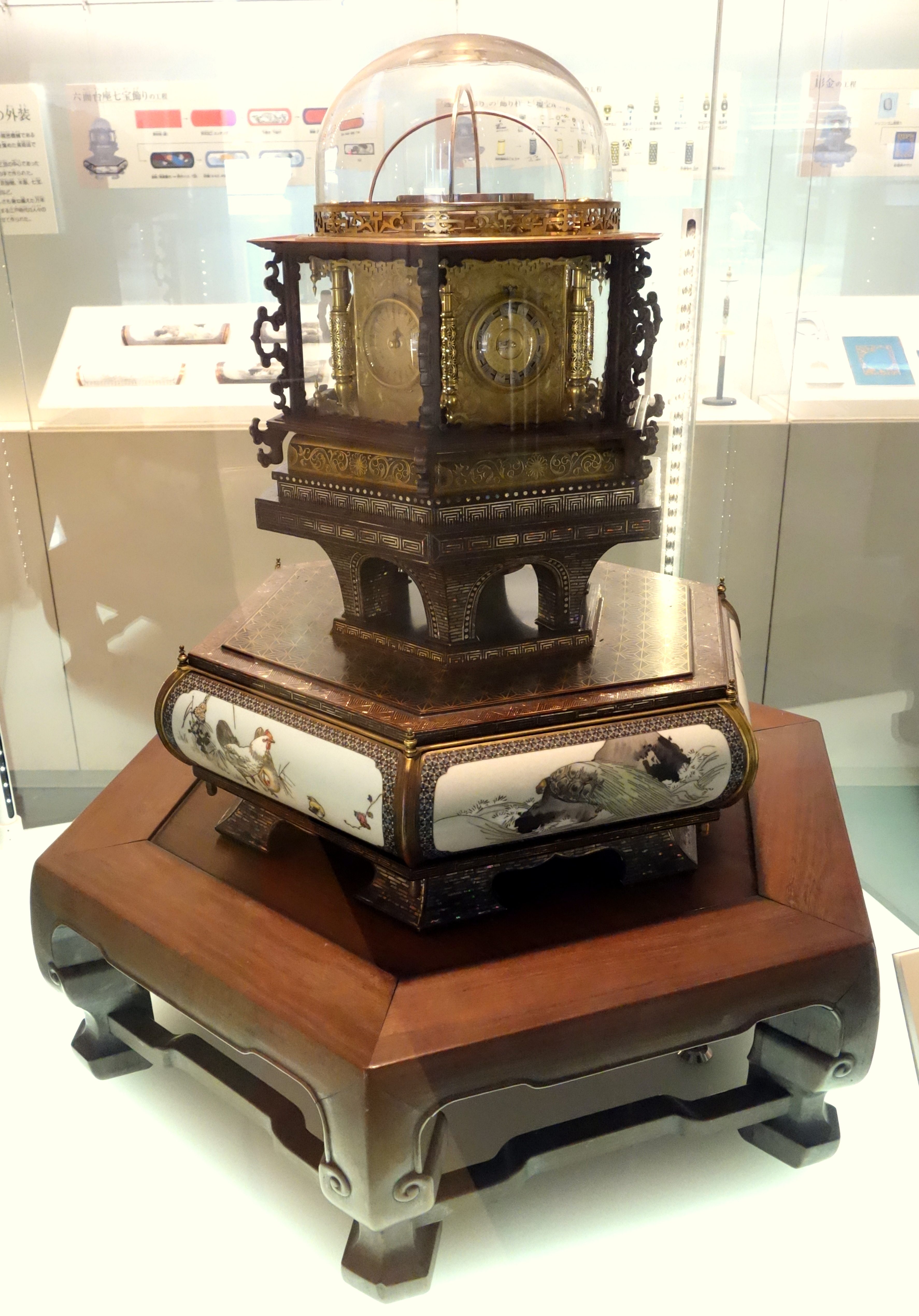
El reloj perpetuo de Tanaka Hisashige.
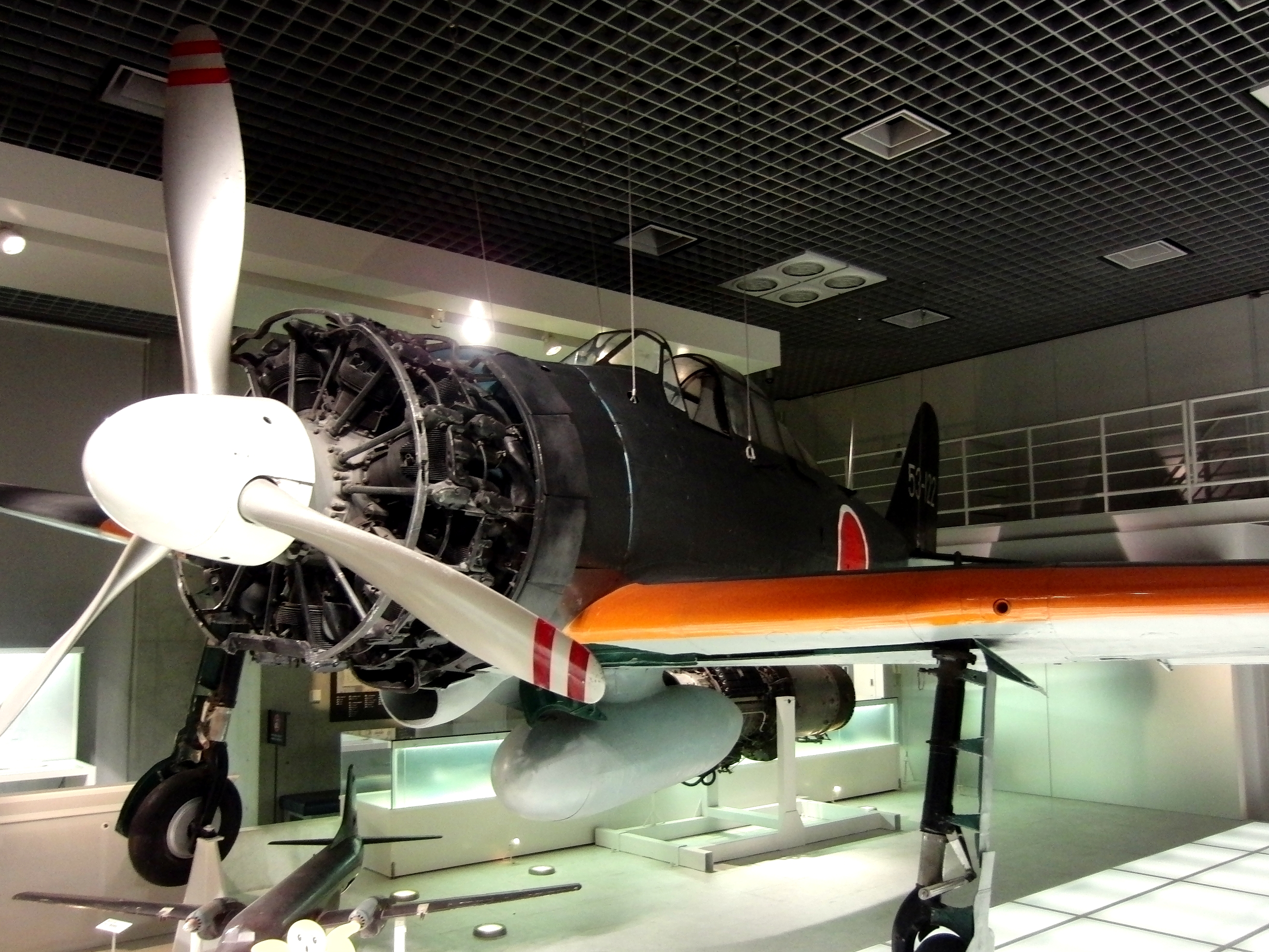
Un Mitsubishi A6M2 "Zero" Modelo 21.
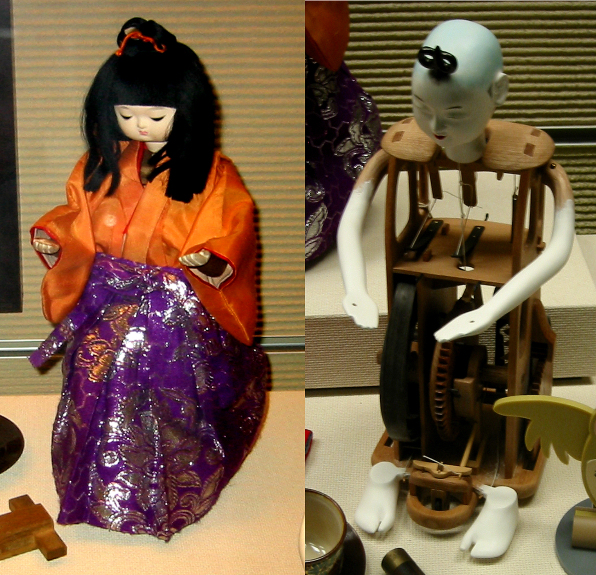
Un karakuri o servidora de te autómata del Siglo XIX.
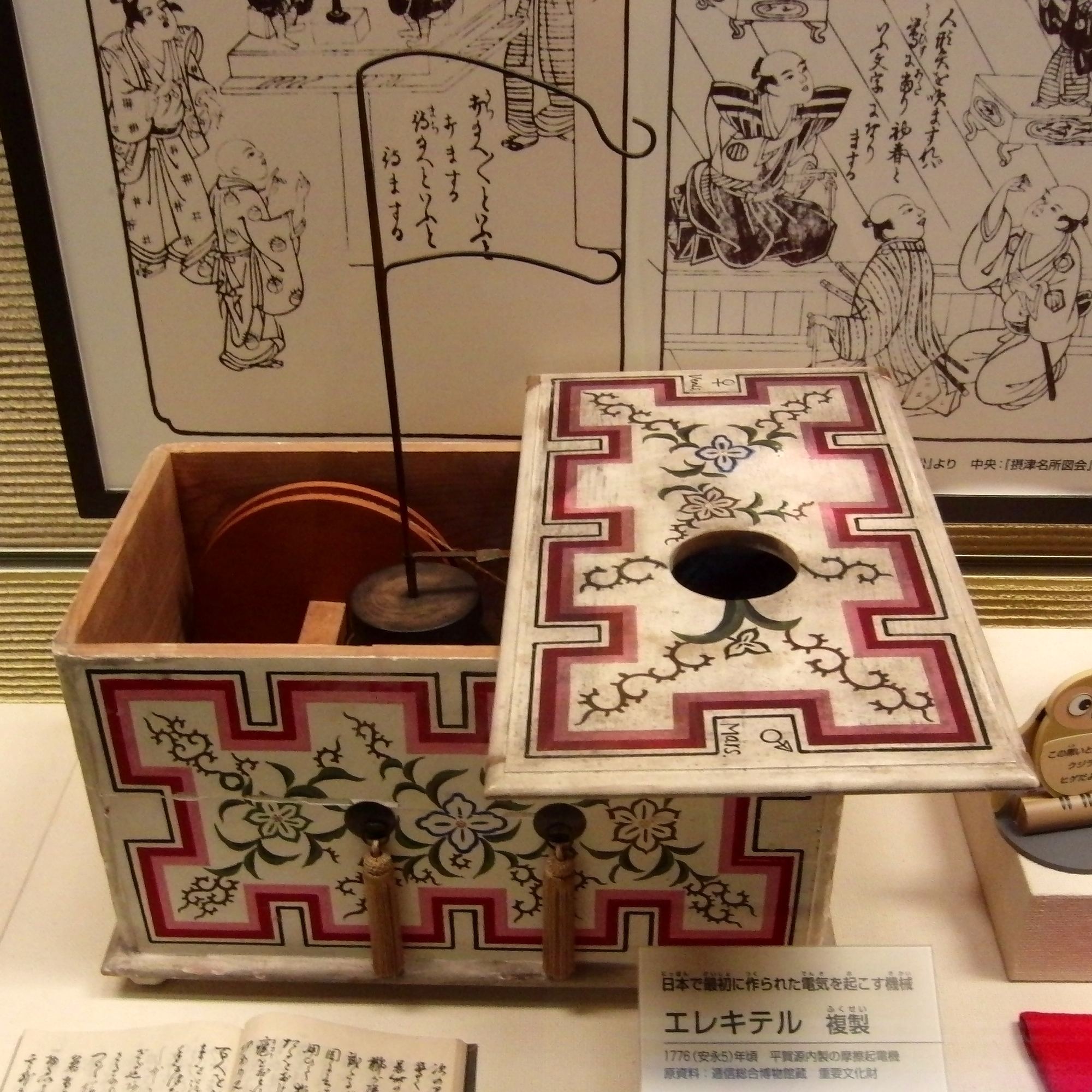
El primer generador electrostático japonés (1776).
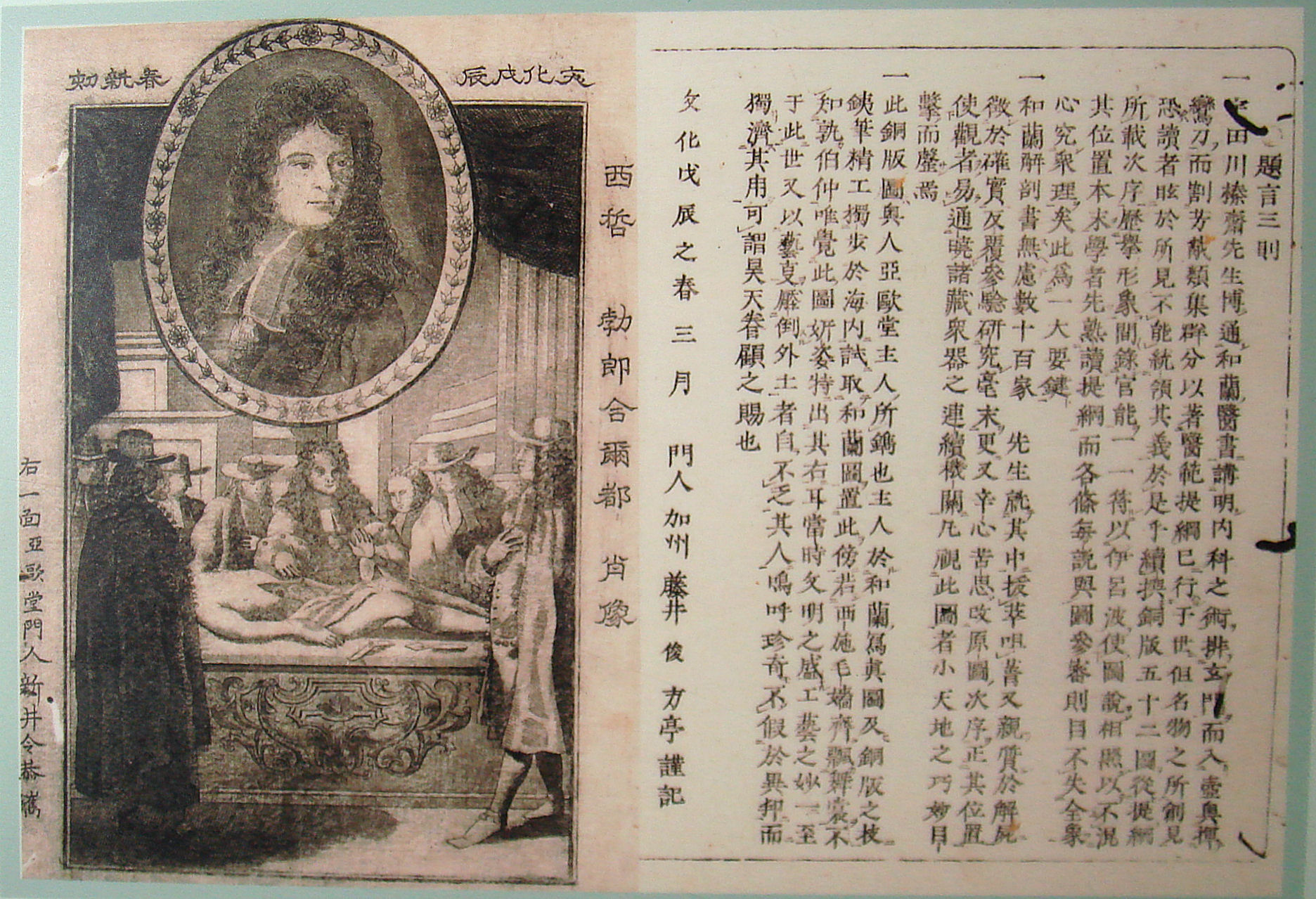
Libro de medicina occidental, traducido al japonés y publicado en 1808.
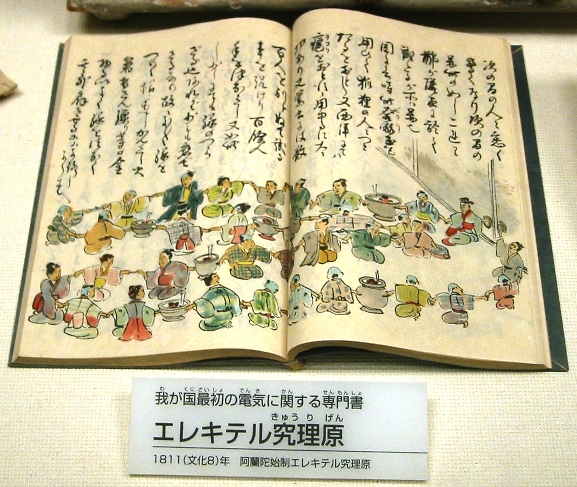
Primer manual japonés sobre el fenómeno eléctrico, publicado en 1811.